# Krodel
Die Malerfamilie Krodel (auch Crodel, Krodell oder Krötel) ist ein zum Umkreis des Lucas Cranach zählender Zweig einer vor 1500 in Weimar, später in Sachsen (Erzgebirge) ansässigen Humanisten- und Malerfamilie.

## Angehörige
Wolfgang Krodel der Ältere, auch Wolf Krodel genannt, (* vor 1500; beerdigt am 5. Januar 1563) ist 1528 bis 1563 in nachgewiesen. Er war 1534 Schöpfer des 2007 auf der Bronzetafel des Fürstenplatzes wiedergegebenen Stadtwappens. Auch das Geburtsdatum von Wolfgang Krodel d. Ä. ist nicht überliefert. Berücksichtigt man aber, dass er am 5. Januar 1563 in Schneeberg bestattet wurde und seine drei frühesten erhaltenen Gemälde auf das Jahr 1528 datieren, lässt sich sein Geburtsjahr mit hoher Wahrscheinlichkeit um 1500 eingrenzen. Wie bereits Junius 1921 feststellte, deuten zahlreiche Indizien darauf hin, dass Krodel sein Handwerk durch Lucas Cranach d. Ä. vermutlich zwischen ca. 1525 und 1528 erlernte. Spätestens ab diesem Jahr wird er als selbstständiger Maler in seiner Geburtsstadt Schneeberg im Erzgebirge tätig gewesen sein. Wolfgang Krodel d. Ä. schuf zahlreiche Werke, die motivisch denen von Lucas Cranach dem Älteren gleichen. Besonders eng orientierte er sich am Wittenberger Meister bei dem Bildpaar Gesetz und Gnade, das er 1542 signierte (Klosterkirche und Sakralmuseum St. Annen, Kamenz). Als eines seiner Hauptwerke gilt der reformatorische Altar der St. Wolfgangskirche in Schneeberg. Weitere seiner Werke befinden sich u. a. im Kunsthistorischen Museum in Wien. Mathias Krodel der Ältere führte den 1586 von Abraham von Einsiedel gestifteten Altar der Kirche von Syhra sowie den Altar der Burgkapelle der Burg Schönfels an der Pleiße aus.
Martin Krodel (Bruder von Wolfgang) war 1539 Schöpfer des kurfürstlichen Wappens des Hochaltars in der St.-Wolfgangs-Kirche. Ein Bildnis Salvator in der Hospitalkirche in Schneeberg und die mit M. K. 1547 Lucae Chranachs Discipul signierte Tuschezeichnung eines bärtigen Mannes, werden ihm ebenfalls zugeschrieben. Er ist bis 1561 nachweisbar, soll 1550 das Bürgerrecht Schneebergs erlangt und noch 1590 an den Emporenmalereien der Schneeberger St. Wolfgangskirche mitgewirkt haben.
- Matthias Krodel (der Ältere), auch Matz Krötel oder Mathias Krodell genannt, (1550–6. April 1605)[6] setzte die Werkstatt Onkels fort
  - Mat(t)hias Krodel († 1601)[7]
  - Wolfgang Krodel (4. September 1575–1. Juli 1623)[8]

Michael Krodel († vor 1634), war möglicherweise ebenfalls ein Sohn Matthias Krodels des Älteren, er bemalte die Orgel im katholischen Teil der Petrikirche in Bautzen.
In Schneeberg erinnert die Wolfgang-Krodel-Straße an diese Familie; auf dem dortigen Marktplatz befand sich von 1921 bis 2005 außerdem der Krodelbrunnen.

## Weitere Personen
In Torgau war Marcus Crodel  (* um 1487; † 29. März 1549) Erzieher des Sohnes vom Martin Luther.
In neuer Zeit erlangten der Mitbegründer der Münchner Sezession Paul Eduard Crodel, der Glasmaler Charles Crodel sowie seine Frau, die Malerin Elisabeth Crodel, größere Bedeutung.

## Werke (Auswahl)

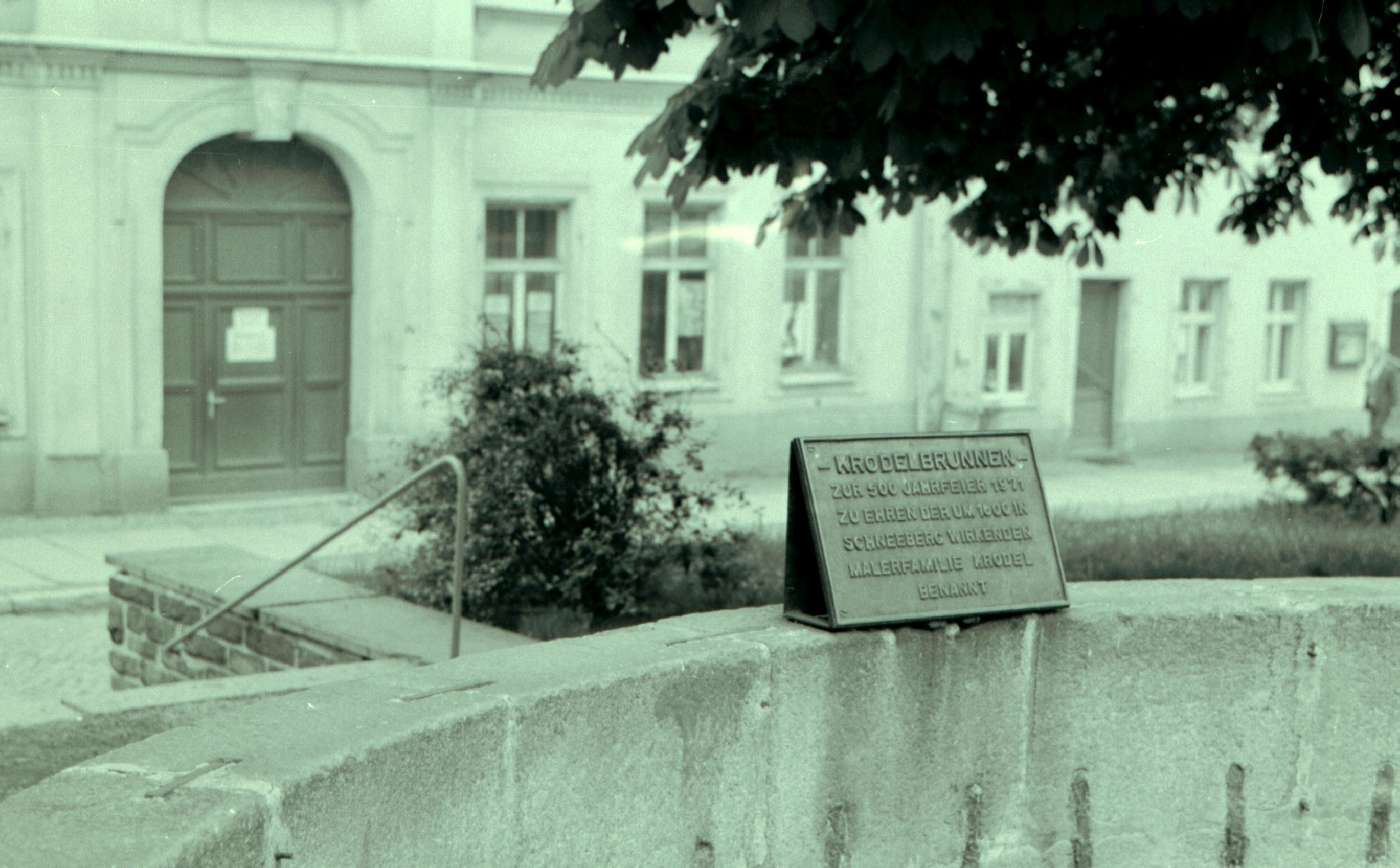
Gedenktafel des Krodelbrunnens vor dem Haus Fürstenplatz Nr. 9 in den Jahren 1971–2005

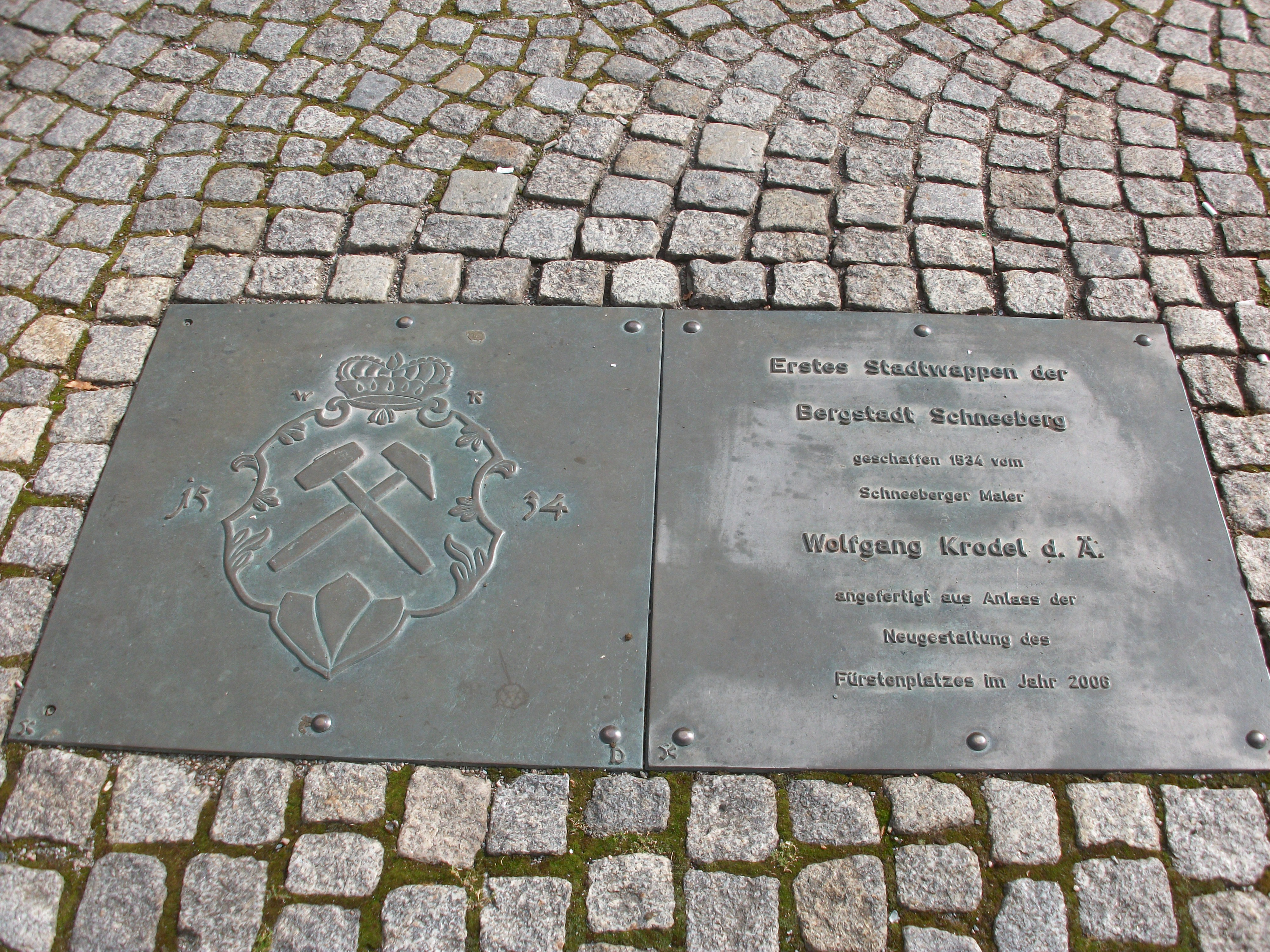
Gedenktafel Schneeberger Stadtwappen von Krodel auf dem Fürstenplatz

- 1528: David und Bathseba und Lot und seine Töchter (Wolfgang Krodel, Kunsthistorisches Museum)[12]
- 1528: Jüngstes Gericht (Wolfgang Krodel, Sammlung in Dessau)
- um 1542: Der alte Bund und Der neue Bund (Wolfgang Krodel, Hauptkirche Kamenz)
- 1543: Darstellung des ersten Menschenpaares (Wolfgang Krodel, Museum Breslau)
- 1555: Geschichte der Judith (Wolfgang Krodel, Hessisches Landesmuseum, Darmstadt)
- 1565: Judith im Lager des Holofernes (Wolfgang Krodel, Museum in Darmstadt)
- 1570: Bildnis eines bärtigen Mannes (Mathias Krodel der Ältere, Museum in Braunschweig)[13]
- 1570: Die Gestalten Christi und der Apostel an den Vorderseiten der Emporenpfeiler in der Wolfgangskirche zu Sohneeberg (Martin Krodel)
- Christina Röhling (Matthias Krodel d. J., Germanisches Nationalmuseum)
- 1582: Altar aus Alt-Mügeln bei Oschatz (Mathias Krodel der Ältere, Dresden, Altertumsmuseum)
- 1591: Bildnis des Schneeberger Ratsherrn Franz Brehm (Mathias Krodel der Ältere, Dresden, Gemäldegalerie)

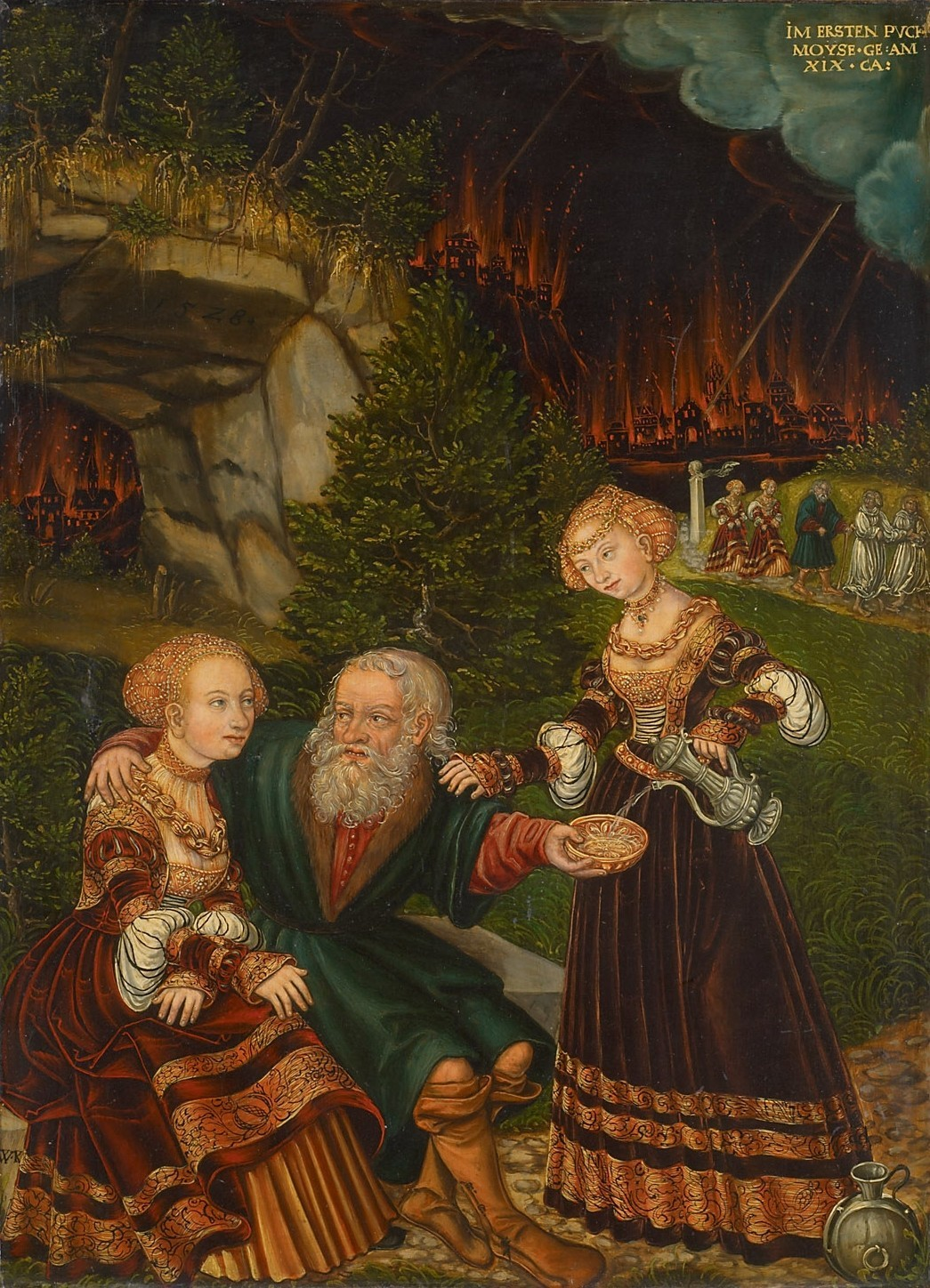
Lot und seine Töchter, Wolfgang Krodel d. Ä.
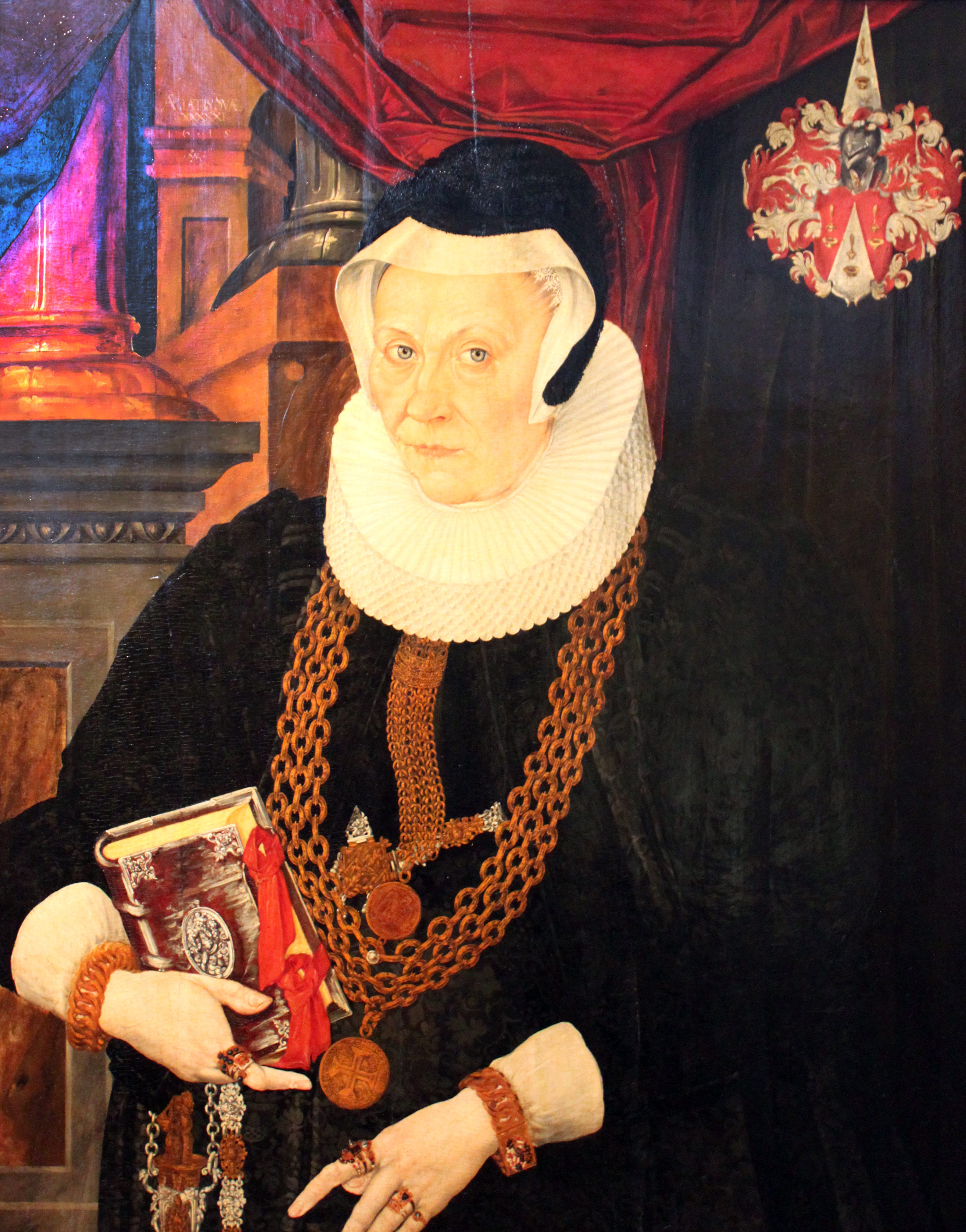
Christina Röhling (1564–1623), Matthias Krodel d. J.)